# Mamma! Var är du?
Mamma! Var är du? är en psalm vars text är skriven av Maria Küchen. Musiken är skriven av Gunnel Mauritzson.
Musikarrangemanget i Psalmer i 2000-talets koralbok är gjort av Pasi Pasanen.

## Publicerad som
- Nr 850 i Psalmer i 2000-talet under rubriken "Människosyn, människan i Guds hand".